# Юсупов, Исмаил Абдурасулович
Исмаил Абдурасулович Юсу́пов (12 мая 1914, станица Софийская, Семиреченская область, Российская империя — 17 мая 2005, Алма-Ата, Казахстан) — советский казахский партийный деятель. Первый секретарь ЦК КП Казахстана (1962—1964), депутат Верховного Совета СССР и Казахской ССР.

## Биография
Родился в 1914 году в станице Софийская (ныне город Талгар), в семье бедняка. По национальности — уйгур.
В 1934 году окончил Талгарский сельхозтехникум, работал в Туркестанской МТС Южно-Казахстанской области, затем главным агрономом райсельхозотдела, директором МТС, заместителем начальника облземотдела, начальником облводхоза.
С 1940 года — в армии, окончил военно-политическое училище в Минске. Участник Великой Отечественной войны. Воевал в должности комиссара 275-го отдельного лыжного батальона на Ленинградском фронте, за боевые отличия был награждён орденом Красного Знамени.
В 1945—1951 годах — министр водного хозяйства Казахской ССР.
После окончания Высшей партийной школы при ЦК КПСС возглавлял одну из ведущих областей в период освоения целинных земель: второй секретарь Кустанайского обкома КП Казахстана.
- 1955—1959 гг. — первый секретарь Южно-Казахстанского обкома КП Казахстана,
- 1959—1962 гг. — секретарь ЦК КП Казахстана,
- 1962 г. — первый секретарь Южно-Казахстанского крайкома КП Казахстана,
- 1962—1964 гг. — первый секретарь ЦК КП Казахстана,
- 1965—1966 гг. — председатель Уральского облисполкома,
- 1966—1971 гг. — начальник Республиканского треста виноградарских совхозов Казахстана.

Член ЦРК КПСС (1956—1961). Кандидат в члены ЦК КПСС (1961—1966). Депутат Верховного Совета СССР 5-го и 6-го созывов. Депутат Верховного Совета Казахской ССР (1938—1967).
В период пребывания в должности первого секретаря ЦК Компартии Казахстана по его инициативе несколько районов Южного Казахстана были переданы Узбекистану.
Первый секретарь ЦК КП Казахстана Д. А. Кунаев, руководивший республикой 24 года, в своей книге воспоминаний «От Сталина до Горбачева» писал, что И. А. Юсупов не сработался со многими соратниками по партии, будучи во главе Казахской ССР. Также он не задержался и в Уральске, будучи председателем облисполкома. Отстранен от должности первого секретаря ЦК КП Казахстана по предложению Л. И. Брежнева.

## Семья
Супруга — Анастасия Петровна. В семье было три дочери и сын. 
Сын Виталий умер в возрасте 45 лет в должности управляющего треста «Чимкентстрой», имел правительственные награды, был депутатом городского и областного советов народных депутатов г. Чимкента и Чимкентской области.